# 政治学者の一覧
政治学者の一覧（せいじがくしゃのいちらん）は、ABC順に掲載した海外の主な政治学者の一覧と、五十音順に掲載した日本の政治学者の一覧である。

## 日本国外の政治学者

### A
- ヴィノド・アガワル（Vinod K. Aggarwal）
- グレアム・アリソン（Graham T. Allison）
- ガブリエル・アーモンド（Gabriel Abraham Almond）
- ガー・アルペロビッツ（Gar Alperovitz）
- ベネディクト・アンダーソン（Benedict Anderson）
- マルコム・アンダーソン（Malcolm Anderson）
- ダニエル・アーチブージ（Daniele Archibugi）
- ハンナ・アーレント（Hannah Arendt）
- レイモン・アロン（Raymond Claude Ferdinand Aron）
- ロバート・アクセルロッド（Robert M. Axelrod）

### B
- ベンジャミン・バーバー（Benjamin R. Barber）
- アーネスト・バーカー（Ernest Barker）
- ブライアン・バリー（Brian Barry）
- チャールズ・A・ビアード（Charles A. Beard）
- セイラ・ベンハビブ（Seyla Benhabib）
- アーサー・F・ベントリー（Arthur Bentley）
- アイザイア・バーリン（Isaiah Berlin）
- ピエール・ビルンボーム（Pierre Birnbaum）
- ノルベルト・ボッビオ（Norberto Bobbio）
- イアン・ブレマー（Ian Bremmer）
- アーチー・ブラウン（Archie Brown）
- ジェームズ・ブライス（James Bryce）
- ズビグネフ・ブレジンスキー（Zbigniew Kazimierz Brzeziński）
- スーザン・バック＝モース（Susan Buck-Morss）

### C
- アレックス・カリニコス（Alex Callinicos）
- マーガレット・カノヴァン（Margaret Canovan）
- ウィリアム・コノリー（William E. Connolly）
- バーナード・クリック（Bernard R. Crick）
- ジェラルド・カーティス（Gerald L. Curtis）

### D
- ロバート・ダール（Robert A. Dahl）
- カール・ドイッチュ（Karl W. Deutsch）
- ラリー・ダイアモンド（Larry Diamond）
- アンソニー・ダウンズ（Anthony Downs）
- ジョン・ドライゼク（John Dryzek）
- ジョン・ダン（John Dunn）
- モーリス・デュヴェルジェ（Maurice Duverger）

### E
- デイヴィッド・イーストン（David Easton）
- ハリー・エクシュタイン（Harry Eckstein）
- ジーン・ベスキー・エルシュテイン（Jean Bethke Elshtain）
- ヤン・エルスター（Jon Elster）
- イエスタ・エスピン＝アンデルセン（Gosta Esping-Andersen）

### F
- リチャード・フォーク（Richard Falk）
- ジェイムズ・フィシュキン（James S. Fishkin）
- エルンスト・フレンケル （Ernst Fraenkel）
- ナンシー・フレイザー（Nancy Fraser）
- フランシス・フクヤマ（Francis Fukuyama）

### G
- アンドリュー・ギャンブル（Andrew Gamble）
- アレキサンダー・ジョージ（Alexander L. George）
- フランク・グッドナウ(Frank Johnson Goodnow)
- ジョン・H・ゴールドソープ（John H.Goldthorpe）
- ジョン・グレイ（John N. Gray）
- ジョン・ガネル（John G. Gunnell）
- エイミー・ガットマン（Amy Gutmann）

### H
- モートン・ハルペリン（Morton H. Halperin）
- ジェームズ・ハリントン（James Harrington）
- ルイス・ハーツ（Louis Hartz）
- デイヴィッド・ヘルド（David Held）
- レオナルド・ホブハウス（Leonard Trelawney Hobhouse）
- スタンリー・ホフマン（Stanley Hoffmann）
- リチャード・ホフスタッター（Richard Hofstadter）
- サミュエル・P・ハンティントン（Samuel Phillips Huntington）

### I
- マイケル・イグナティエフ（Michael Ignatieff）
- 今井耕介（Kosuke Imai）
- ロナルド・イングルハート（Ronald Inglehart）

### J
- アムリタ・ジャッシュ (Amrita Jash)
- ボブ・ジェソップ（Bob Jessop）
- チャルマーズ・ジョンソン（Chalmers Johnson）
- アラステア・イアン・ジョンストン（Alastair Iain Johnston）

### K
- メアリー・カルドー（Mary Kaldor）
- エイブラハム・カプラン（Abraham Kaplan）
- ピーター・カッツェンスタイン（Peter Joachim Katzenstein）
- ジョン・キーン（John Keane）
- V・O・キー(V. O. Key)
- 金秉準 (Kim Byong-joon)
- オットー・キルヒハイマー（Otto Kirchmeier）
- ハーバート・キッチェルト（Herbert Kitchelt）
- ウィリアム・コーンハウザー（William Alan Kornhauser）
- ウィル・キムリッカ（Will Kymlicka）

### L
- エルネスト・ラクラウ（Ernesto Laclau）
- ハロルド・ラスキ（Harold Joseph Laski）
- ハロルド・ラスウェル（Harold D. Lasswell）
- ゲルハルト・レームブルッフ（Gerhard Lehmbruch）
- アーレンド・レイプハルト（Arend Lijphart）
- チャールズ・リンドブロム（Charles E. Lindblom）
- アンドリュー・リンクレイター（Andrew Linklater）
- ホアン・リンス（Juan José Linz）
- シーモア・M・リプセット（Seymour M. Lipset）
- セオドア・ローウィ（Theodore J. Lowi）

### M
- C・B・マクファーソン（Crawford Brough Macpherson）
- カール・マンハイム（Karl Mannheim）
- アーネスト・メイ（Ernest R. May）
- マシュー・マカビンズ(Mathew D. McCubbins)
- チャールズ・メリアム（Charles Edward Merriam）
- ラルフ・ミリバンド（Ralph Miliband）
- デイヴィッド・ミラー（David Leslie　Miller）
- チャールズ・ライト・ミルズ（C.W.Mills）
- デイヴィッド・ミトラニー（David Mitrany）
- マイク・モチヅキ（Mike M. Mochizuki）
- シャンタル・ムフ（Chantal Mouffe）

### N
- リチャード・ニュースタット（Richard Elliott Neustadt）
- エリザベート・ノエル・ノイマン(Elisabeth Noelle-Neumann)

### O
- マイケル・オークショット（Michael Joseph Oakeshott）
- クラウス・オッフェ（Claus Offe）

### P
- キャロル・ペイトマン(Carole Pateman)
- T・J・ペンペル（T.J. Pempel）
- フィリップ・ペティット（Philip Noel Pettit）
- クリストファー・ピアソン（Christopher Pierson）
- J・G・A・ポーコック（John Greville Agard Pocock）
- ニコス・プーランツァス（Nicos Poulantzas）
- ジョン・プラムナッツ（John Petrov Plamenatz）
- アダム・プシェヴォルスキ（Adam Przeworski）
- ロバート・パットナム（Robert David Putnam）

### R
- サブリナ・ラメ（Sabrina Petra Ramet）
- ジョン・ロールズ（John Rawls）
- コンドリーザ・ライス（Condoleezza Rice）
- ウィリアム・ライカー（William H. Riker）
- スタイン・ロッカン（Stein Rokkan）
- リチャード・ローティ（Richard Rorty）
- リチャード・ローズ（Richard Rose）
- ジョゼフ・ロスチャイルド（Joseph Rothschild）
- マーク・ラパート（Mark Edward Rupert）

### S
- リチャード・サクワ（Richard Sakwa）
- リチャード・J・サミュエルズ（Richard J. Samuels）
- マイケル・サンデル（Michael J. Sandel）
- ジョヴァンニ・サルトーリ（Giovanni Sartori）
- ドナルド・サスーン（Donald Sassoon）
- ロバート・スカラピーノ（Robert A. Scalapino）
- フィリップ・C・シュミッター（Philippe C. Schmitter）
- カール・シュミット（Carl Schmitt）
- ジェームズ・C・スコット（James C. Scott）
- イアン・シャピーロ（Ian Shapiro）
- ジュディス・シュクラー（Judith N. Shklar）
- ハーバート・サイモン(Herbert Alexander Simon)
- ハロルド・ゴードン・スキリング（Harold Gordon Skilling）
- クェンティン・スキナー（Quentin Robert Duthie Skinner）
- シーダ・スコチポル（Theda Skocpol）
- アルフレッド・ステパン（Alfred C. Stepan）
- レオ・シュトラウス（Leo Strauss）

### T
- シドニー・タロウ（Sidney Tarrow）
- ウィリアム・トーブマン（William Chase Taubman）
- チャールズ・テイラー（Charles Taylor）
- マイケル・テーラー（Michael John Taylor）
- デイヴィッド・トルーマン（David B. Truman）

### V
- シドニー・ヴァーバ（Sidney Verba）

### W
- ウィリアム・ウォレス（William John Lawrence Wallace）
- グレーアム・ウォーラス（Graham Wallas）
- イマニュエル・ウォーラーステイン（Immanuel Wallerstein）
- マイケル・ウォルツァー（Michael Walzer）
- バリー・ワインゲスト（Barry Robert Weingast）
- アーロン・ウィルダフスキー(Aaron Wildavsky)
- ハロルド・ウィレンスキー（Harold L. Wilensky）
- ウッドロウ・ウィルソン（Thomas Woodrow Wilson）
- カレル・ヴァン・ウォルフレン（Karel van Wolferen）
- シェルドン・ウォリン（Sheldon S. Wolin）
- エレン・メイクシンズ・ウッド（Ellen Meiksins Wood）

### Y
- アイリス・マリオン・ヤング（Iris Marion Young）

### Z
- ウィリアム・ザートマン（I. William Zartman）

### リンク
- 海外の政治学者・研究者

## 日本の政治学者

### あ行
あ
- 青木一能
- 青山弘之
- 秋野豊
- 秋山和宏
- 浅井基文
- 麻田貞雄
- 浅野和生
- 浅野豊美
- 足立幸男
- 阿部斉
- 阿部頼孝
- 天児慧
- 網谷龍介
- 荒木昭次郎
- 荒木義修
- 有賀誠
- 有賀貞
- 安藤次男

い
- 飯尾潤
- 飯坂良明
- 飯島昇藏
- 飯田泰三
- 飯田芳弘
- 五百籏頭薫
- 五百籏頭眞
- 五十嵐仁
- 五十嵐武士
- 池井優
- 池田清
- 石井明
- 石井修
- 石井吉春
- 石田芽衣
- 石田雄
- 井尻秀憲
- 出岡直也
- 井田輝敏
- 伊藤勲
- 伊東孝之
- 伊藤武
- 伊藤剛
- 伊藤成彦
- 伊藤修一郎
- 伊藤光利
- 伊藤恭彦
- 伊藤之雄
- 犬塚元
- 井上寿一
- 猪木正道
- 猪口邦子
- 猪口孝
- 今中次麿
- 入江昭
- 伊豫谷登士翁
- 岩井奉信
- 岩切紀史
- 岩崎育夫
- 岩崎正洋
- 岩崎美紀子
- 岩下明裕
- 岩田温
- 岩永健吉郎
- 岩間陽子
- 岩本勲
- 犬童一男

う
- 上田惟一
- 上野利三
- 植村秀樹
- 浮田和民
- 梅村光久
- 牛嶋徳太朗
- 後房雄
- 臼井久和
- 臼杵陽
- 内田健三
- 内田満
- 内山秀夫
- 内山融
- 宇野重昭
- 宇野重規
- 梅村光久
- 浦野起央

え
- 衞藤瀋吉
- 遠藤乾
- 遠藤誠治
- 遠藤貢

お
- 大川正彦
- 大串和雄
- 大嶽秀夫おおたけ ひでお
- 大谷博愛
- 大塚桂
- 大塚健洋
- 大坪力基
- 大津留（北川）智恵子
- 大中真
- 大西仁
- 大森彌
- 大矢根聡
- 大山郁夫
- 岡義達
- 岡義武
- 岡崎晴輝
- 岡沢憲芙
- 小笠原高雪
- 岡田一郎
- 尾形典男
- 岡野加穂留
- 岡野八代
- 岡部達味
- 岡山裕
- 小川有美
- 小川浩之
- 小此木政夫
- 小田英郎
- 小田川大典
- 小野耕二
- 小野紀明
- 小野塚喜平次
- 重田園江

### か行
か
- 賀来健輔
- 粕谷祐子
- 片桐薫
- 片岡鉄哉
- 片山杜秀
- 加藤栄一
- 加藤秀治郎
- 加藤淳子
- 加藤節かとう たかし
- 加藤哲郎
- 加藤普章
- 加藤陽子
- 金子芳樹
- 金田耕一
- 蒲島郁夫
- 我部政明
- 上久保誠人
- 神島二郎
- 上野友也
- 神谷不二
- 神谷万丈
- 神山茂夫
- 亀嶋庸一
- 鴨武彦
- 加茂利男
- 唐渡晃弘
- 苅部直
- 河合秀和
- 川崎修
- 川嶋周一
- 川島真
- 河田潤一
- 川田稔
- 川出良枝
- 河中二講
- 川人貞史
- 川原彰
- 河原祐馬
- 姜尚中
- 鹿毛利枝子
- 上林良一

き
- 菊池理夫
- 木坂順一郎
- 吉瀬政輔
- 北岡伸一
- 喜多靖郎
- 君塚直隆
- 木宮正史
- 金慧
- 木村幹
- 木村汎
- 木村雅昭
- 京極純一

く
- 草野厚
- 久保文明
- 久米郁男
- 栗原彬
- 黒宮一太

こ
- 高坂正堯
- 河野勝
- 古賀敬太
- 国分良成
- 小島朋之
- 小杉泰
- 小菅信子
- 小林誠
- 小林正弥
- 小林良彰こばやし よしあき
- 小室直樹こむろ なおき
- 権左武志
- 今野元

### さ行
さ　
- 斎藤淳
- 齋藤純一
- 斉藤孝
- 斎藤眞
- 斎藤元秀
- 酒井啓子
- 酒井哲哉
- 酒井直樹
- 阪上順夫
- 阪野智一
- 坂本一登
- 坂元一哉
- 坂本多加雄
- 坂本義和
- 向山恭一
- 櫻田淳
- 佐々木毅ささき たけし
- 佐々木雄太
- 佐瀬昌盛
- 佐藤誠三郎
- 佐藤正志
- 佐藤満
- 佐藤美奈子
- 佐藤幸男

し
- 塩川伸明
- 篠田徹
- 信田智人
- 篠原一しのはら はじめ
- 信夫清三郎
- 柴田寿子
- 島田幸典
- 志水速雄
- 清水亮
- 下斗米伸夫
- 将基面貴巳
- 白石隆
- 白井聡
- 白鳥浩
- 白鳥令
- 新川敏光
- 進藤榮一しんどう えいいち
- 新藤宗幸

す
- 菅原琢
- 杉田敦
- 杉田米行
- 鈴木董
- 須藤眞志
- 砂田一郎
- 鷲見誠一
- 住沢博紀

せ
- 関寛治
- 関嘉彦
- 関口正司
- 仙石学

そ
- 添谷育志
- 添谷芳秀
- 曽我謙悟
- 袖井林二郎
- 曽根泰教

### た行
た
- 高尾正夫
- 高木郁朗
- 高木八尺
- 高瀬淳一（たかせ じゅんいち）
- 高田早苗
- 高橋進 (政治学者・ドイツ政治)
- 高橋進 (政治学者・イタリア政治)
- 高橋直樹
- 高橋伸夫
- 高橋彦博
- 高畠通敏（たかばたけ みちとし）
- 高原秀介
- 高安健将
- 高柳先男
- 瀧口剛
- 滝田賢治
- 田口晃
- 田口富久治
- 竹中治堅
- 竹中浩
- 竹中佳彦
- 多胡圭一
- 建林正彦
- 田中愛治
- 田中明彦
- 田中俊郎
- 田中浩
- 谷口将紀
- 玉本偉
- 田村秀
- 田村哲樹

ち
- 千田善
- 千葉眞

つ
- 月村太郎
- 辻中豊
- 辻清明
- 恒川惠市
- 坪井善明
- 坪郷實

て
- 寺島俊穂
- 寺田貴

と
- 土井美徳
- 土倉莞爾
- 土佐弘之
- 都丸潤子
- 冨田宏治
- 富田武
- 富田広士
- 豊下楢彦
- 豊永郁子

### な行
な
- 永井清彦
- 仲井斌
- 永井陽之助
- 中北浩爾
- 中木康夫
- 中島岳志
- 中嶋嶺雄
- 中田瑞穂
- 中谷猛
- 中谷義和
- 中西寛
- 中道寿一
- 中野勝郎
- 中野実
- 中林美恵子
- 中村逸郎
- 中村研一
- 中村哲
- 中村敏子
- 中山洋平
- 名古忠行
- 納家政嗣
- 奈良岡聰智
- 成田憲彦（なりた のりひこ）
- 成田頼明
- 南原繁

に
- 西尾勝
- 西川知一
- 西川吉光
- 西崎文子
- 西澤由隆

ね、の
- 根岸毅
- 野田宣雄
- 野中尚人

### は行
は
- 袴田茂樹
- 萩谷順
- 橋本晃和
- 波多野澄雄
- 波多野勝
- 畑山敏夫
- 羽場久美子
- 馬場康雄
- 服部龍二
- 早川誠
- 林忠行
- 原理（はら おさむ）
- 原武史
- 原彬久
- 半澤孝麿
- 坂野潤治

ひ
- 日暮吉延
- 平島健司
- 平田武
- 平野浩
- 廣岡正久
- 廣瀬陽子

ふ
- 福岡政行（ふくおか まさゆき）
- 福島新吾
- 福田有広
- 福田歓一
- 福富満久
- 福元健太郎
- 藤田省三
- 藤原帰一
- 藤原保信
- 古川俊一
- 古矢旬

ほ
- 星野昭吉
- 星野智
- 細谷千博
- 堀豊彦
- 堀幸雄
- 堀江湛
- 本名純
- 本間長世

### ま行
ま
- 前田哲男
- 真柄秀子
- 牧野雅彦
- 牧原出
- 舛添要一
- 増田弘
- 益田実
- 升味準之輔
- 増山幹高
- 待鳥聡史
- 松井康浩
- 松浦正孝
- 松尾好治
- 松岡完
- 松下冽
- 松下圭一
- 松本三郎
- 松本三之介
- 松本朋子
- 松本礼二
- 松森奈津子
- 的場敏博
- 真渕勝
- 丸山敬一
- 丸山仁
- 丸山眞男

み
- 三浦信行
- 三浦まり
- 御巫由美子
- 御厨貴
- 水島治郎
- 三谷太一郎
- 南野泰義
- 簑原俊洋
- 三宅一郎
- 宮城大蔵
- 宮里政玄
- 宮田律
- 宮田光雄
- 宮本太郎

む
- 武者小路公秀
- 村井良太
- 村上信一郎
- 村田晃嗣
- 村松岐夫

も
- 毛里和子
- 望田幸男
- 百瀬宏
- 森裕城
- 森井裕一
- 森本哲郎

### や
や
- 安世舟
- 矢田俊隆
- 矢野暢
- 薮野祐三
- 矢部貞治
- 山内昌之
- 山岡龍一
- 山川雄巳
- 山岸敬和
- 山口二郎
- 山口定
- 山田真裕
- 山田満
- 山田竜作
- 山室信一
- 山本信人
- 山本啓
- 山本吉宣

よ
- 横越英一
- 横手慎二
- 横山宏章
- 吉田徹
- 吉野孝
- 米原謙

### ら行
- 李鍾元
- 龍円恵喜二　（りゅうえんえきじ）
- 蠟山政道

### わ行
- 若泉敬
- 若月秀和
- 若林正丈
- 若松邦弘
- 若松隆
- 渡邊昭夫
- 渡辺暁
- 渡辺治
- 渡辺浩
- 渡邊啓貴
- 渡辺将人
- 渡辺保男
- 綿貫譲治
- 和田春樹
- 和田八束